# Абу Бишр Матта ибн Юнус
Абу Бишр Матта ибн Юнус аль-Куннаи (араб. ﺍﺑﻮ ﺑﺸﺮ ﻣﺘﺎ ﺑﻦ ﻳﻮﻧﺲ القنائي‎; ок. 870 — 20 июня 940) — аббасидский философ, сыгравший важную роль в передаче трудов Аристотеля в исламский мир.

## Биография
Абу Бишр обучался в монастыре дейр Кунна (откуда и происходит имя «аль-Куннаи»), учреждении несторианской церкви, расположенном недалеко от Багдада, которое поставляло правительству Аббасидского халифата чиновников. Затем он преподавал в Багдаде, где среди его учеников были мусульманский философ аль-Фараби и философ сирийской православной церкви Яхья ибн Ади.

## Труды
Абу Бишр наиболее известен своими арабскими переводами Аристотеля и его греческих комментаторов. Большинство этих переводов было выполнено с сирийского на арабский, однако знаменитая арабская библиография Китаб аль-Фихрист упоминает о переводе Софистических опровержений Аристотеля с греческого на сирийский. Эти арабские переводы аристотелевского корпуса были продолжены его учениками (особенно Яхьей ибн Ади) и использовались последующими арабскими философами, такими как Авиценна.
Абу Бишр написал несколько собственных комментариев к Аристотелю, но все они утрачены.

### Переводы

#### Аристотелевский корпус
- Апостериорная аналитика с сирийской версии Хунайн ибн Исхака,
- Книга Лямбда Метафизики Аристотеля с комментариями Александра Афродисийского и эпитомой Фемистия.
- О возникновении и уничтожении с комментариями Александра Афродисийского и Олимпиодора Младшего.
- О чувстве и чувственных вещах
- Поэтика
- Часть трактата «О небе» с комментариями Александра Афродисийского
- Комментарии Александра Афродисийского и Олимпиодора Младшего к трактату Метеорология

#### Другие переводы
- Малый компендиум Иоанна Серапиона Старшего
- О провидении Александра Афродисийского